# Damiano Tommasi
Damiano Tommasi (Negrar, 17 de maio de 1974) é um futebolista profissional italiano que atualmente é presidente da Associação de Jogadores Italianos. Paralelamente ao cargo, joga atualmente pelo La Fiorita de San Marino.
Notado por ser muito filantrópico, Tommasi está sempre disposto a ajudar os mais necessitados.

## Carreira
Após jogar em duas equipes amadoras (Negrar e San Zeno), Tommasi iniciou sua carreira profissional no Verona, one chegou em 1991 para jogar nas categorias de base. Jogou 77 partidas e marcou 4 gols pelos Gialloblù pela Série B entre 1993 e 1996, ano em que foi contratado pela Roma.
Pelos Giallorossi, ele fez a sua estreia na Série A em 7 de setembro de 1996, em uma vitória de 3-1 sobre o Piacenza. A temporada de estreia do volante não foi fácil, pois a Roma ficou apenas 4 pontos acima da zona de rebaixamento. Foi ainda uma peça importante na conquista do Scudetto de 2000-01, quando jogou todas as partidas na campanha do título e marcou 3 gols.

### A lesão
Durante um amistoso de verão entre Roma e Stoke City, em 2004, Tommasi sofreu uma gravíssima lesão no joelho e permaneceu vários meses fora de ação. Apesar disso, ele aceitou a oferta de renovação de seu contrato por um ano com a Roma - ele receberia um salário simbólico de apenas 1 500 euros por mês, correspondente às remunerações dos atletas juvenis, muito abaixo da média da equipe. Em 30 de outubro de 2005, voltou a jogar, entrando no segundo tempo no lugar do francês Olivier Dacourt durante um jogo da Liga contra o Ascoli, sendo extremamente aplaudido por um longo tempo pelos torcedores giallorossi. Até 2006, Tommasi atuou em 262 jogos e marcou 14 gols.

## Outros clubes e aposentadoria
Após passagens sem muito brilho por Levante (Espanha) e Queens Park Rangers (Inglaterra), o volante assinou em 2009 com o Tianjin Teda para disputar o Campeonato Chinês, tornando-se o primeiro italiano a jogar por lá. A aventura em território chinês durou pouco tempo para Tommasi: foram apenas 29 partidas e um gol marcado. Em dezembro do mesmo ano, voltou à Itália para defender o Sant'Anna d'Alfaedo, time amador da região do Vêneto, juntamente com seus 2 irmãos. Em 2 temporadas, foram 10 jogos e 2 gols até 2011, quando o jogador, aos 37 anos, encerrou a carreira pela primeira vez.

## Volta aos gramados
Em junho de 2015, quatro anoa após a aposentadoria, Tommasi voltou aos gramados pelo La Fiorita, com o objetivo de ajudar a equipe samarinesa a passar da primeira fase da Liga dos Campeões, contra o FC Vaduz. A experiência do jogador, no entanto, não ajudou o La Fiorita a superar os liechtensteinenses na fase inicial, apesar de ter marcado um gol. 
Já na primeira fase classificatória da Liga Europa, contra o Debreceni, não conseguiu evitar a eliminação dos Gialloblù frente à equipe húngara, que desbancou o La Fiorita por 9 a 0 no placar agregado.

### Seleção nacional
Tommasi jogou pela Seleção Italiana que ganhou o Torneio Europeu Sub-21 e pelos Jogos Olímpicos de 1996, em Atlanta.
Fez sua primeira partida pela equipe principal da Squadra Azzurra em 18 de novembro de 1998 contra a Espanha, mas não assegurava a vaga de titular até 2001. Damiano disputou todas as partidas da Itália na Copa de 2002, torneio onde sua seleção foi eliminada nas oitavas-de-final, pela Coréia do Sul, anfitriã da Copa. Ele, inclusive, marcaria o gol da classificação para as quartas de final do torneio, porém o tento foi anulado pelo árbitro equatoriano Byron Moreno, que alegou impedimento - as imagens mostraram que o volante estava em posição legal.